# Louis của Luxembourg
Đại công tử Louis của Luxembourg (tên đầy đủ: Louis Xavier Marie Guillaume; sinh ngày 3 tháng 8 năm 1986) là con trai thứ ba của Đại công tước Henri và Đại công tước phu nhân Maria Teresa của Luxembourg. Bên cạnh tước hiệu đại công tử Luxembourg, ông cũng là đại công tử của Nassau. Cha mẹ đỡ đầu của ông là Xavier Sanz và Công tử phi Margaretha của Liechtenstein.
Đại công tử Louis có hai anh trai: Guillaume của Luxembourg và Đại công tử Félix của Luxembourg; và hai em ruột: Đại công nữ Alexandra và Đại công tử Sébastien của Luxembourg. Ông đã kết hôn với Tessy Antony, một cựu sĩ quan trong quân đội Luxembourg. Họ có hai con trai là Gabriel và Noah.

## Giáo dục
Các trường mà đại công tử Louis đã và đang theo học là Trường Quốc tế Luxembourg; và trường nội trú Collège Alpin International Beau Soleil, tại Villars-sur-Ollon, Thụy Sĩ.

## Kết hôn và gia đình
Đại công tử Louis đã kết hôn với Tessy Antony vào ngày 29 tháng 9 năm 2006 tại Nhà thờ giáo xứ Công giáo La Mã Gilsdorf. Sau khi thành hôn, đại công tử đã từ bỏ quyền kế vị của mình cũng như quyền này của tất cả những người con của ông, song Louis vẫn giữ lại tước hiệu đại công tử Luxembourg và kính xưng Điện hạ trong khi Tessy và Gabriel chỉ được đặt họ là de Nassau và không có tước hiệu.
Vào ngày quốc khánh của Luxembourg, tức 23 tháng 6 năm 2009, đại công tước Henri dã ban cho Tessy tước hiệu đại công tử phi Luxembourg cùng kính xưng phi điện hạ cùng tước hiệu đại công tử Nassau và kính xưng điện hạ cho những người con trai hiện tại cũng như những người con trong tương lai của họ. Gia đình đại công tử sống tại Luân Đôn, nơi đại công tử và đại công tử phi đang theo học.